# Irena Górka
Irena Górka, coniugata Szaflik (Cracovia, 16 giugno 1940 – 17 novembre 2014), è stata una cestista polacca.

## Carriera
Con la Polonia ha disputato due edizioni dei Campionati europei (1964, 1966).